# Macon (Georgia)
Macon (oficialmente, Macon-Bibb County) es una ciudad ubicada en el estado de Georgia, Estados Unidos. Según el censo de 2020, tiene una población de 157 346 habitantes.
Está ubicada cerca del río Ocmulgee, en el centro geográfico de Georgia, aproximadamente a 137 km al sudeste de Atlanta, por lo cual también se la conoce como el Corazón de Georgia.
En un referéndum de 2012 los votantes aprobaron la consolidación de los gobiernos de la ciudad de Macon y el condado de Bibb, por lo que Macon se convirtió en la cuarta ciudad más grande de Georgia (después de Augusta). Los dos gobiernos se fusionaron oficialmente el 1 de enero de 2014.

## Geografía
De acuerdo con la Oficina del Censo de los Estados Unidos, la ciudad tiene un área total de 660.20 km², de los cuales 645.89 km² son tierra y 14.31 km² son agua.

## Historia
Durante la guerra de Secesión, no fue ocupada en 1864 durante la Marcha de Sherman hacia el mar, cayendo en manos del ejército de la Unión el 20 de abril de 1865.

## Demografía
Según el censo de 2020, el 54.58% de los habitantes son afroamericanos, el 36.72% son blancos, el 0.24% son amerindios, el 2.07% son asiáticos, el 0.03% son isleños del Pacífico, el 2.37% son de otras razas y el 3.99% son de una mezcla de razas. Del total de la población, el 4.28% son hispanos o latinos de cualquier raza.